# Dicranomyia (Dicranomyia) guttata
Dicranomyia (Dicranomyia) guttata is een tweevleugelige uit de familie steltmuggen (Limoniidae). De soort komt voor in het Neotropisch gebied.